# Армяно-ливанские отношения
Армяно-ливанские отношения — дипломатические отношения между Арменией и Ливаном, который стал первым членом Лиги арабских государств, признавшим геноцид армян.

## Роль Армении во Второй ливанской войне
Во время Второй ливанской войны в 2006 году Армения направила гуманитарную помощь в Ливан: были переданы лекарства и средства для оказания первой помощи.

## Признание геноцида армян
12 мая 2000 года ливанский парламент проголосовал за признание геноцида армян. Ливан стал первой арабоговорящей страной, признавшей это.

## Культурные отношения
Армянская община в Ливане имеет несколько политических партий. АРФ Дашнакцутюн является крупнейшей армянской партией в Ливане, в настоящее время[когда?] входит в правительство и состоит в коалиции 8 марта. В Ливане также существуют армянские партии, которые поддерживают оппозиционную коалицию 14 марта.
Армяне — второй по численности народ в Ливане. В стране находятся десятки армянских школ, университетов, детских садов и различных учреждений. Одним из самых густонаселённых армянами районов Бейрута считается Бурдж-Хаммуд. Между Армений и Ливаном установлен безвизовый режим.